# Hakim Abdallah
Hakim Abdallah, né le 9 janvier 1998 à  Saint-Leu sur l'île de La Réunion, est un footballeur international malgache, évoluant au poste d'attaquant au FC UTA Arad.

## Biographie
Né sur l'île de La Reunion, d'un père comorien et d'une mère malgache.

### Carrière en club

#### Dinamo Bucarest (2023-2025)
Le 27 juin 2023, le Dinamo Bucarest, promu en première division, annonce la signature d'Hakim Abdallah pour un contrat de trois ans.

### FC UTA Arad (depuis 2025)
Le 19 juillet 2025, Hakim Abdallah signe un contrat de 2 ans en faveur du FC UTA Arad.

### Carrière internationale
Le 11 octobre 2021, il joue son premier match avec l'équipe nationale malgache lors d'un match contre le Burkina Faso (défaite 2-1).